# National Bank of Egypt SC
El National Bank of Egypt Sporting Club (en árabe: نادى البنك الاهلى المصرى الرياضى‎) es un equipo de fútbol con sede de El Cairo, Egipto. Actualmente juega en la Liga Premier de Egipto y está relacionado con el Banco Nacional de Egipto, que fue fundado en junio de 1898.

## Historia
El club fue fundado en el 1951 e inició jugando la Tercera División de Egipto hasta la temporada 2014-15 terminaron ganando uno de los grupos logrando el ascenso a la Segunda División de Egipto. El club estuvo jugando la Segunda División desde 2015-16 hasta 2017-18 cuando terminaron en la 12.° de uno de los grupos. El club retornaría la Segunda División hasta que la temporada 2019-20 logró el ascenso a la Liga Premier de Egipto por primera vez en su historia.

## Palmarés
- Segunda División de Egipto: 1

2020

## Jugadores

#### Plantilla: 2024-25
- Actualizado al 13 de noviembre de 2024[3]

## Entrenadores
- Eid Maraziq (abril de 2018-octubre de 2020)
- Mohamed Youssef (octubre de 2020-febrero de 2021)
- Khaled Galal (febrero de 2021-diciembre de 2022)
- Helmi Toulan (diciembre de 2022-enero de 2023)
- Amir Abdelaziz (enero de 2023-octubre de 2023)
- Nikodimos Papavasiliou (mayo de 2024-)
- Tarek Mostafa (octubre de 2023-)[4]

## Enlacex Externos
- Sitio Oficial

- Datos: Q27964189